# Confessione di Settembrino

Rinaldo Settembrino, il giocatore che portò alla luce lo scandalo.

La confessione di Settembrino fu la base dello scandalo che coinvolse l'Udinese negli anni cinquanta del XX secolo, comportandone la retrocessione a tavolino in Serie B.

## I fatti
L'inchiesta si svolse al termine della stagione di Serie A 1954-1955, ma i fatti in oggetto risalivano all'ultima giornata del campionato di Serie A 1952-1953.
Durante le indagini intorno a sospetti di corruzione riguardanti la gara fra Lazio e Pro Patria del 21 novembre 1954, il giocatore bustocco Rinaldo Settembrino confessò che un anno e mezzo prima, nell'intervallo della gara fra Pro Patria e Udinese dove i lombardi prevalevano per 2 a 0, i suoi compagni Antonio Fossati ed Ettore Mannucci gli avevano rivelato che, per il tramite del bianconero Revere, i friulani avrebbero pagato una somma di denaro pur di vincere la partita (la vittoria gli permetteva di mettersi al riparo dal rischio di retrocessione che si sarebbe manifestato qualora il Como avesse vinto a Firenze e la Triestina avesse superato a casa la Lazio). Nel secondo tempo la Pro Patria aveva giocato effettivamente una pessima partita, e il risultato era stato sovvertito portando alla vittoria dell'Udinese per 3 a 2. Le somme pattuite, 150.000 lire per ogni giocatore accondiscendente, vennero poi pagate a Settembrino, Mannucci e Oliviero Belcastro a Milano in una cartiera di proprietà del calciatore Umberto Guarnieri, il quale era in contatto con Fossati ed Angelo Uboldi.

L'Udinese, colpita dallo scandalo, nell'estate del 1955 passò in poche settimane dallo storico 2º posto in A alla retrocessione d'ufficio tra i cadetti.

Fu ritirata anche la quota di Spartaco Donati, poi consegnatagli da Settembrino davanti a un bar di Busto Arsizio, mentre il denaro per Alfredo Travia fu consegnato a una ristoratrice di Busto, ignara dell'illecito in corso ma poi divenuta una testimone chiave per l'inchiesta. Pur se non si riuscì a identificare responsabilità personali di nessun dirigente friulano, la Lega Nazionale ritenne che nessun'altra spiegazione logica dell'avvenuto avrebbe potuta essere fornita se non nel senso di configurare la società bianconera come mandante dell'attività criminosa. Fu esclusa anche la prescrizione biennale richiesta dall'Udinese, dato che a tal fine faceva fede la data di apertura dell'inchiesta, ossia il novembre del 1954.
Il 1º agosto 1955 la Lega decise che, non essendo i fatti relativi alla stagione appena conclusa, e ferma restando quindi la classifica quale uscita dal campo, all'Udinese dovesse applicarsi la pena della radiazione con riassegnazione a campionato di categoria non superiore alla Serie B.
Fu solo più tardi, il 1º settembre, che la CAF impose, su ricorso della retrocessa SPAL, di reintegrare gli organici della Serie A. Fra i giocatori, furono radiati Uboldi, Fossati, Mannucci e Guarnieri, mentre Travia e Donati subirono una pesante squalifica triennale. La condanna fu semestrale per Settembrino e Belcastro in quanto collaborativi con la giustizia, come fu quadrimestrale per Clemente Candiani. Fu rinviata la decisione su Benvenuto Quaglia, poi assolto, mentre Italo Rebuzzi, in prima istanza condannato, fu in seguito assolto in appello per insufficienza di prove. Fu infine deplorata la Pro Patria in quanto, pur avendo avuto al tempo dei forti sospetti sull'illecito, si era limitata a punizioni interne senza denunciare il tutto alle autorità.